# Флярковский, Александр Георгиевич
Алекса́ндр Гео́ргиевич Флярко́вский (6 июля 1931, Ленинград — 8 мая 2014, Москва) — советский композитор, автор более 300 песен, многие из которых стали популярными. Народный артист РСФСР (1986), заслуженный деятель культуры ПНР (1980), профессор, академик Российской академии кинематографических искусств «Ника». Член КПСС с 1959 года.

## Биография
Родился 6 июля 1931 года в Ленинграде. В ноябре 1939 года поступил в детскую хоровую школу при Ленинградской академической капелле. Художественным руководителем и главным дирижёром капеллы был А. В. Свешников.
В 1941 году 10-летнего Александра вместе со всей школой эвакуировали в Кировскую область (село Арбаж). В 1944 году школа переехала в Москву, и на её базе было создано Московское хоровое училище, которое Александр окончил в 1949 году. В ходе обучения начал заниматься композицией, сочинил несколько романсов, инструментальных и хоровых произведений.
В 1949 году зачислен в Московскую консерваторию, класс композиции народного артиста СССР профессора Ю. А. Шапорина. Окончил в 1955 году. Его однокурсником был Родион Щедрин, совместно с которым он написал полифонические обработки 13 народных песен Римского-Корсакова и Лядова (1950).
Дипломная работа Флярковского получила почётный диплом на V международном фестивале молодежи и студентов в Варшаве (1955).
В период 1951—1957 годы по приглашению Свешникова также преподавал в Московском хоровом училище.
В 1955 году песня Флярковского «Твоё окно» получила премию конкурса на лучшую песню о Москве. После этого композитор много трудится в жанре массовой песни. Ряд его произведений завоевал широкую популярность. В этом же году Флярковский принят в члены Союза композиторов СССР.
В 1961 году был принят в члены Союза кинематографистов СССР.
Ещё в студенческие годы композитор участвовал в фольклорной экспедиции в Брянскую область и записал там около 100 народных песен. В дальнейшем проявлял неизменный интерес к народной песне, собирал и записывал их на Алтае и в других регионах, обрабатывал для хорового пения. В 1970 году на Всемирной книжной ярмарке в Канаде Флярковский представил сборник «100 русских народных песен».
В 1970—1980 гг. заместитель министра культуры РСФСР. Уход Флярковского с этого поста был связан со скандалом вокруг организации Камерного еврейского музыкального театра в Москве (Флярковский наотрез отказался организовывать театр, считая это спекуляциями власти на проблеме дискриминации евреев в СССР; о чём при жизни композитора рассказывал его преемник по Минкульту РФ Андрей Макаров).
В период 1973—1976 годы Флярковский занимал должность секретаря правления Союза композиторов РСФСР.  
В 1990 г. избран академиком Российской академии кинематографических искусств «Ника».
Среди написанной композитором музыки для кинофильмов особую популярность в 1976 году имели волнующие мелодии Флярковского к школьной мелодраме «Розыгрыш» («Когда уйдём со школьного двора…» на стихи Алексея Д
В 1991 году Александр Георгиевич возглавил класс композиции в Государственном музыкально-педагогическом институте имени М. М. Ипполитова-Иванова.С 1992 года — профессор кафедры музыковедения.
Среди его учеников: В. Кикта, В. Попов, В. Агафонников, А. Киселев, И. Раевский, А. Карсакович, С. Желудков и другие.
Умер 8 мая 2014 года. Похоронен в Москве на Ваганьковском кладбище, рядом с женой.

## Личная жизнь
Жил в Москве. Жена — Флярковская (Копылова) Лариса Матвеевна (1931—1992), музыковед.
У них две дочери:
- Котова Елена Александровна (род. 1955), переводчик.
- Левкина Ольга Александровна (род. 1967), театровед.
  - Внуки: Антон, Александра, Елена.

## Награды
- орден «Знак Почёта» (1971)
- медаль «За укрепление боевого содружества»
- орден Кирилла и Мефодия I степени (Болгария)
- знак «За заслуги перед польской культурой»
- Медаль «Дружба» (Монголия)
- нагрудные знаки «За достижения в культуре» и «За трудовую доблесть»
- заслуженный деятель искусств Бурятской АССР (1973)
- заслуженный деятель искусств РСФСР (1975)
- заслуженный деятель культуры ПНР (1980)
- народный артист РСФСР (1986)
- орден Почёта (2001)
- орден «За заслуги перед Отечеством» IV степени (2007)
- Российская премия «Победа» (2010)
- лауреат Артиады народов России

Неоднократный лауреат многих международных, всесоюзных и республиканских конкурсов. Лауреат премий имени А. В. Александрова и Д. Д. Шостаковича (2002).

## Творчество

### Песни

#### На стихиЛ. Дербенёва
- Ах, мамочка (из кинофильма «Русское поле» (1971))
- Барыня-речка
- Белая лебедь (из кинофильма «Русское поле» (1971))
- Будет лес
- В сердца стучится май
- Всё равно полечу
- Есть такая война
- Кеды
- Колдовство (из кинофильма «Русское поле» (1971))
- Тик-так
- У реки живём в тайге

#### На стихиИ. Кашежевой
- Без меня
- Звездочёт

#### На стихиО. Милявского
- Белый снег России
- Присяга

#### На стихиР. Рождественского
- Два слова
- Кораблик
- Мой город
- Назло
- Памяти Эдит Пиаф
- Плакат
- Середина жизни
- Стань таким
- Через море перекину мосты

#### На стихи других поэтов
- Берёза (стихи С. Есенин)
- Богобоязненный безбожник (стихи В. Берестова)
- Будённовский шлем (стихи М. Цуранова)
- Быть солдату начеку (стихи М. Цуранова)
- Когда уйдём со школьного двора (стихи А. Дидурова)
- Осенний день (стихи Эльмиры Уразбаевой)
- Первый дождь (стихи А. Дидурова)
- Почему дождь плачет (стихи В. Харитонова)
- Приглашаем в детство (стихи М. Садовского)
- Радуга (А ты любви моей не понял) (стихи М. Танича)
- Это странно всё (стихи А. Дидурова)

### Фильмография
А. Г. Флярковский написал музыку более чем к 60 фильмам, в том числе:
Художественные кинофильмы
- Обгоняющая ветер (1958)
- Девичья весна (1960)
- Взрослые дети (1961)
- Весёлые истории (1962)
- Личное первенство (1961)
- Это случилось в милиции (1963)
- Выстрел в тумане (1963)
- Зелёный огонёк (1964)
- Гравюра на дереве (1966)
- Путь в «Сатурн» (1967)
- Конец «Сатурна» (1968)
- Ещё раз про любовь (1968)
- Цена быстрых сенкунд (!970)
- Поезд в завтрашний день (1970)
- Русское поле (1971)
- Если ты мужчина (1971)
- Бой после победы (1972)
- Инженер Прончатов (1973)
- Океан (1973)
- Четвёрка по пению (1973)
- Здравствуйте, доктор (1974)
- Стоянка — три часа (1974)
- Алмазы для Марии (1975)
- Розыгрыш (1976)
- Лекарство против страха (1978)
- Белый снег России (1980)
- День на размышление (1980)
- Открытое сердце (1980)

Мультфильмы
- Золотые колосья (1958)
- Беги, ручеёк (1963)
- Песенка мышонка (1967)
- Новогоднее приключение (1980)

Документальные фильмы
- Говорит Спутник (1959)
- Город большой судьбы (1961)
- Выше только небо
- Возьмите нас с собой, туристы (1966)
- Шахтёры (телефильм)
- Твои ордена, комсомол (телефильм)
- «Динамо» — сила в движении (1983)

### Музыка для детей
Оратория «Счастливое солнце над нами» (1978).
Оперы
- «Отважный трубач» (1985)
- «Время таять снегам» (1988)
- «Снежная королева» (2001)
- «Сын полка» по одноимённой повести В. Катаева (2005)

Кантаты
- Цикл хоров «Земля родная» (1971)
- «Солнечный прибой» (1982)
- «Всё для всех» (1983)
- «Страна Пионерия» (1984)
- Пьесы для начинающих пианистов «С днём рождения, Сашенька» (1999)

### Оратории и хоровые произведения
- Хоровая сюита «1905 год» (1955)
- Сюита для хора «Времена года» на стихи советских поэтов (1955)
- «Бессмертие» на стихи М. Сергеева (1970)
- Хоровая поэма «Клятва» на стихи Р. Гамзатова (1970)
- Цикл хоров «Ленинградская тетрадь» на стихи поэтов-блокадников (1975)
- «На гражданской на войне» на стихи А. Прокофьева (1976)
- «Александр Матросов» на стихи Е. Евтушенко (1978)
- «И мир глядел на нас» (1981) (в память о войне)
- «Песни Куликова поля» (1982)
- Цикл хоров «Всё продолжается» на стихи И. Машбаша (1985)
- Хоровая поэма-триптих «Армения, Спитак, 1988 год, декабрь» (1990)
- «Осинка-грустинка» на слова В. Татаринова (1994)

На рубеже веков композитором создан цикл хоров на слова В. Семернина:
- «Колокольные звоны» (1996)
- «Молитва» (1998)
- «Гимн Ипполитовки» (1999)
- «Ура Уралу!» (2000)
- «8 песен о Садко» (2000)
- «Живи, Белоруссия» (2001).

### Симфонические поэмы
- «15 минут до старта» (1960, 1-я премия на Международном конкурсе ОИРТ)
- «Ярмарка» (1965)
- «Урилдаан» (1971)
- «Апрельцы» (1976)
- Вокально-симфоническая поэма «Вечный огонь» на слова Э. Асадова (1984)
- «Былина» (1998)

### Оперетты
- «Будет завтра» (1970)
- «Всё о Еве» (1972)
- «Была ли Ева» (1972)
- «Золотой человек» (1975)
- «Анонимное письмо» (1976)
- «Триумфальная арка» (1977)
- «Яблочная леди» (1978)
- «Есть мушкетёры, есть» (1980).

### Другие произведения
- «Баллада о Сталинградской земле» на стихи В. Урина (1957)
- Лирическая кантата «Белорусские песни» для хора и симфонического оркестра (1957).
- Симфония «Ровеснику» (1962)
- Опера «Дороги дальние» (1963)
- Поэма-кантата «Песни, вырвавшиеся из ада» на стихи африканских поэтов (1967)
- Баллада «Великое кочевье» на стихи монгольского поэта Л. Тудэва
- «Хатынские звоны» на стихи Ю. Полухина (1969)
- Увертюра «Эрнст Буш» (1970)
- Кантата «За Лениным» на стихи В. Татаринова, С. Наровчатова и Я. Смелякова (1970)
- Концерт для саксофона-альта с оркестром
- Поэма «Героям Шипки» (слова А. Прокофьева, 1980)
- Торжественная кантата «К 100-летию Г. Димитрова» (слова И. Генова, 1982)
- Военный реквием «Песни остаются» на стихи советских поэтов (1985)
- Кантата «В осаде» (слова Н. Крандиевской-Толстой, 1988)
- Сатирическая кантата «За 100 лет до наших бед» на стихи поэтов XIX века (1991)
- Вокальный цикл «Художник» на стихи В. Соколова (1995)
- Вокальный цикл «Верую» на стихи В. Лазарева (1996)
- Концерт-триада «Ad Memorium» на стихи В. Семернина (2000)
- Струнный квартет «Памяти» в 5 частях (2002)
- Вокальный цикл «Всю неделю о любви» на стихи И. Иртеньева (2004)

Флярковский написал также три симфонии, концерты для различных инструментов (скрипки, саксофона, валторны, трубы) с оркестром, музыку к радиопостановкам. Среди его фортепианных произведений — поэмы «Незабытые страницы» (1975), «Болгарские хороводы» (1984), «Четыре времени года» (2001), сонатины (1955—1975), соната (1980—1982), цикл «24 прелюдии и фуги» (1982—1990), цикл прелюдий «Времена года», цикл пьес «От примы до октавы» и другие.